# 小行星3694
小行星3694（英語：3694 Sharon）是一颗围绕太阳公转的小行星。1984年9月27日，A. W. Grossman在帕洛马山发现了此天体。
这颗小行星的绝对星等为80.74961629129507等。